# الطلاق في الإسلام
الطلاق في الإسلام هو انفصالُ أحد الزوجين عن الآخر، وعرفه علماء الفقه بأنه: "حل عقد النكاح بلفظ صريح، أو كناية مع النية، وألفاظ الطلاق الصريح هي: (الطلاق، والفراق، والسراح). والكناية هي: "كل لفظ احتمل الطلاق وغيره" مثل: ألحقي بأهلك، أو لا شأن لي بك، ونحو ذلك. فإن نوى به الطلاق وقع وإلا فلا. وطريقته أن ينطق الرجل السليم العقل كلمة الطلاق أو (يمين الطلاق) أمام زوجته في حضورها، أو في غيابها، أو ينطقها أمام القاضي في غيابها وفق شريعة الإسلام وأغلب مذاهبه.

## الطلاق قبل ظهور الإسلام
كان العرب في الجاهلية، قبل ظهور الإسلام، يطلق الرجل زوجته ما شاء أن يطلقها فإذا أوشكت عدتها أن تنقضي راجعها ثم طلقها.

## أصل ظهور الطلاق
حدثنا أزهر بن جميل حدثنا عبد الوهاب الثقفي حدثنا خالد عن عكرمة عن ابن عباس أن امرأة ثابت بن قيس أتت النبي صلى الله عليه وسلم فقالت يا رسول الله ثابت بن قيس ما أعتب عليه في خلق ولا دين ولكني أكره الكفر في الإسلام فقال رسول الله صلى الله عليه وسلم أتردين عليه حديقته قالت نعم قال رسول الله صلى الله عليه وسلم اقبل الحديقة وطلقها تطليقة قال أبو عبد الله لا يتابع فيه عن ابن عباس.

## الطلاق وأحكامه عندأهل السنة والجماعة
ورد في سورة البقرة ﴿الطَّلَاقُ مَرَّتَانِ فَإِمْسَاكٌ بِمَعْرُوفٍ أَوْ تَسْرِيحٌ بِإِحْسَانٍ وَلَا يَحِلُّ لَكُمْ أَنْ تَأْخُذُوا مِمَّا آتَيْتُمُوهُنَّ شَيْئًا إِلَّا أَنْ يَخَافَا أَلَّا يُقِيمَا حُدُودَ اللَّهِ فَإِنْ خِفْتُمْ أَلَّا يُقِيمَا حُدُودَ اللَّهِ فَلَا جُنَاحَ عَلَيْهِمَا فِيمَا افْتَدَتْ بِهِ تِلْكَ حُدُودُ اللَّهِ فَلَا تَعْتَدُوهَا وَمَنْ يَتَعَدَّ حُدُودَ اللَّهِ فَأُولَئِكَ هُمُ الظَّالِمُونَ ۝٢٢٩﴾ [البقرة:229]. 
حيث حدد القرآن الكريم بالطلاق مرتان طلاق مؤقت، إذ يمكن للزوج أن يسترجع زوجته إذا كانت لم تتجاوز مدة العدة وهي ثلاثة أشهر، لضمان عدم حدوث الحمل، أما إذا طلقها ثلاث مرات، فلا يمكنه أن يعود إليها إلا أن تتزوج رجلا غيره بنية البقاء مع الزوج الجديد، ثم إذا طلقها زوجها الجديد، يمكن للزوج القديم أن يسترجعها بمهر وعقد جديدين.
تنظر الشريعة الإسلامية وفق مذهب أهل السنة والجماعة إلى حكم الطلاق من منظورين:
- مكروه
- مباح (مسموح به وفق حالات)

حكم الطلاق من الجهة الأولى : اختلف العلماء في الأصل في الطلاق فذهب عدد كبير منهم إلى أن الأصل فيه الإباحة وذهب الأحناف  إلى أن الأصل في الطلاق الحظر وهي رواية عند الحنابلة، وقد رجحه الشيخ الإمام محمد أبو زهرة، وسيد سابق، والدكتور نور الدين عتر وغيرهم، 
- إحداهما أنه محرم لأنه ضرر بنفسه وزوجته وإعدام للمصلحة الحاصلة لهما من غير حاجة إليه فكان حراماً كإتلاف المال ولقول النبي «لا ضرر ولا ضرار»
- الثانية أنه مباح لقول النبي " أبغض الحلال إلى الله الطلاق " وإنما يكون مبغوضاً من غير حاجة إليه وقد سماه النبي صلى الله عليه وسلم حلالاً، ولأنه مزيل للنكاح المشتمل على المصالح المندوب إليها فيكون مكروها" [4]

قال ابن تيمية: "ولولا أن الحاجة داعية إلى الطلاق لكان الدليل يقتضي تحريمه كما دلت عليه الآثار والأصول ولكن الله أباحه رحمة منه بعباده لحاجتهم إليه أحيانا.
مما يؤيد القلة من العلماء التي تقول بالحظر، ما ذكره الشيخ البهوتي الحنبلي من أنه لا يجب على الابن الطلاق إذا أمره به أبوه فلا تلزم طاعته في الطلاق لأنه أمر بما لا يوافق الشرع
وأما غالبية العلماء فقد قالو بإباحة الطلاق مستدلين بقوله تعالىٰ: ﴿لَا جُنَاحَ عَلَيْكُمْ إِنْ طَلَّقْتُمُ النِّسَاءَ مَا لَمْ تَمَسُّوهُنَّ أَوْ تَفْرِضُوا لَهُنَّ فَرِيضَةً وَمَتِّعُوهُنَّ عَلَى الْمُوسِعِ قَدَرُهُ وَعَلَى الْمُقْتِرِ قَدَرُهُ مَتَاعًا بِالْمَعْرُوفِ حَقًّا عَلَى الْمُحْسِنِينَ ۝٢٣٦﴾ [البقرة:236].

كما احتجوا بقوله النبي محمد كما في حديث ابن عمر 
| الطلاق في الإسلام           | ثم إن شاء امسك وإن شاء طلق قبل أن يمس | الطلاق في الإسلام |
| — أصل حديث نبوي، متفق عليه" |                                       |                   |

حيث أن الرسول أنكر إيقاع الطلاق في الحيض لا في غيره كما احتجوا بالآثار الواردة عن الصحابة أنهم طلقوا.
أن القول بأن الأصل في الطلاق الإباحة أو الحظر لا تترتب عليه آثار قضائية  في الدنيا وإنما تترتب على ذلك آثار تربوية مهمة، وهي أن المسلم إذا اقتنع بحرمة الطلاق بدون سبب فإنه لا يقدم عليه خشية من الإثم.

### حالات الطلاق
- محرماً إذا وقع في الحيض أو في طهر مسها فيه.[8]
- ومكروها إذا كان لغير سبب مع استقامة الحال، وهذا القسم هو الذي تقدم الخلاف فيه هل الأصل فيه الحرمة، أم الكراهة.[8]
- ويكون واجباً إذا رأى ذلك الحكمان، من أهله وأهلها.[8]
- ويكون مندوباً وذلك إن لم تكن عفيفة.[8]
- ويكون مباحاً إذا كان لا يريدها ولا تطيب نفسه أن يتحمل مؤونتها من غير حصول غرض الاستمتاع، وقد نفى هذا القسم النووي لأن الطلاق في نظره لا يكون مباحاً مستوى الطرفين.[8]
- طلاق المكروه لا يحتسب، لانه لم يكن يريد الطلاق، وأستدل العلماء بقول الرسول: «إنما الأعمال بالنيات».
- طلاق لعدم كفاءة النسب

### أنواع الطلاق عند أهل السنة والجماعة
الطلاق فيه أحكام متعددة عند أهل السنة والجماعة.

#### طلاق البينونة الصغرى
وهو أن يطلق الرجل زوجته بقوله لمرة واحدة كلمة: أنت طالق أو طلقتكِ أو غيرها من الكلمات التي لها نفس الدلالة.
كذلك ذكر ابن تيمية أن الرجل إذا طلق زوجته في نفس المكان والوقت ثلاث مرات أو قال لها أنت طالق ثلاثاً أو أنتِ طالق أنتِ طالق أنتِ طالق، فلا يقع الطلاق إلا مرة واحدة.
```
البينونة الصغرى : تقع بعد الطلقة الأولى، أو الطلقة الثانية إذا خرجت من العدة ، إذا خرجت بعد الطلقة الأولى أو الثانية من العدة تسمى بينونة صغرى. و يحق للرجل الذي طلق زوجته الطلقة الأولى أو الطلقة الثانية ، أن يسترجعها متى أراد دون مهر أو عقد إن لم تكن قد أكملت العدة ، فإن أكملت العدة فقد بانت بينونة صغرى فلا تحل له إلا بعقد جديد.
[
9
]
[
10
]
```

#### طلاق البينونة الكبرى
و هو أن يطلق الرجل العاقل الصحيح زوجته ثلاث طلقات بأوقات متفاوتة ، فإذا طلقها الطلقة الأخيرة الثالثة ، فإنها تحرم عليه حتى تنكح زوجًا غيره؛ لقول الله تعالى : (فَإِنْ طَلَّقَهَا) [البقرة:230] يعني: الطلقة الثالثة (فَلا تَحِلُّ لَهُ مِنْ بَعْدُ حَتَّى تَنكِحَ زَوْجًا غَيْرَهُ) [البقرة:23].

#### الخلع
هو اتفاق بين الزوج والزوجة على أن ينهيا الزواج، بمقابل تدفعة الزوجة للافتكاك من عقد الزواج، وقد يكون هذا الافتكاك بتنازل المرأة عن جزء من المهر أو كل المهر الذي اتفقا عليه في بدء عقد الزواج.
ومع أن شريعة الإسلام جعلت الطلاق بيد الرجل وحده، لكنها فتحت سبلاً عديدة أمام المرأة المظلومة أو التي لا تطيق العيش مع زوجها لتتحرر من ميثاق الزواج، ولتبدأ حياة أخرى مع زوج آخر، ومن هذه السبل حكم (الخُلع) الذي أقرته الشريعة الإسلامية وجعلته وسيلة للتفريج عن الزوجة التي تريد الخلاص من حياة الشقاء مع زوجها، بأن تتنازل له عن شيءٍ من حقوقها المادية مقابل الطلاق، وهذا ما فعله النبي مع امرأة الصحابي ثابت بن شماس حين جاءته تشتكي له تعاستها مع زوجها الذي لا تحبه وأنها تعيش معه مكرهة، فأمرها أن ترد عليه بستانه الذي كان مهراً لها، وأمره أن يُطلقها تطليقة واحدة.[بحاجة لمصدر]

#### طلاق القاضي
وهو أن يطلق القاضي الزوجة من زوجها في حالات متعددة، مثل أن يكون الزوج غائبأ لا يعرف مصيره، كأن يكون أسيراً أو مختطفاً أو مسافراً، أو أن يكون الزوج قد هجر زوجته مدة طويلة دون الإنفاق عليها أو طلاق كفاء النسب وهو في حالة زواج عربية من أعجمي بموافقة والدها وعدم رضى الآخرين من العصبة يطلق القاضي إذا رفع للقضاء أي قريب للفتاة من أبناء العمومة أو الاخوان اعتراضه على الزواج.

### عصمة الطلاق
فرضت شريعة الإسلام أن يكون الطلاق بيد الرجل، لما يرى من تحكم الرجل بعواطفه في أغلب الأحيان ولما توجب عليه من نفقة وعقبات.

### الحالات التي يجوز فيها للمرأة طلب الطلاق
الحالات التي يجوز للمرأة طلب الطلاق فيها هي:
1. أن تكره خلق الزوج أو خُلقه وتبغضه بحيث لا تطيق العيش معه وإن كان صالحاً في دينه ويكون في نظرها بمنزلة المحارم فيحل لها طلب الطلاق منه فإن فعل إحساناً منه كان طلاقاً وإن طالبها العوض كان ذلك خلعاً لحديث ابن عباس رضي الله عنهما: (أن امرأة ثابت بن قيس أتت النبي صلى الله عليه وسلم فقالت: يا رسول الله ثابت بن قيس ما أعتب عليه في خلق ولا دين ولكني أكره الكفر في الإسلام. فقال رسول الله صلى الله عليه وسلم: أتردين عليه حديقته؟. قالت: نعم. قال رسول الله صلى الله عليه وسلم: اقبل الحديقة، وطلِّقها تطليقة). رواه البخاري.
2. أن تكره دين الزوج ويكون في بقائها معه ضرر في دينها بحيث يكون الرجل فاسقاً لا يؤدي الفرائض أو يتعاطى المسكرات أو يعرف بفعل الفواحش أو يأمرها بالتبرج وفعل المنكرات ونحو ذلك من الكبائر الخطيرة فتحاول وتسعى في إصلاحه وإن لم يصلح فيحق لها طلب الطلاق منه وقد يجب حفظاً لدينها فإن امتنع رفعت أمره للحاكم ليفسخها منه. لحديث: (لا ضرر ولا ضرار). رواه ابن ماجه.
3. أن يكون في عيشها معه ضرر عليها من الناحية الجسدية أو النفسية كأن يكون ظالماً يعتدي عليها بالضرب والسب والشتم ولا يقيم لها أي حرمة أو يؤذيها نفسياً بالإهانة والتعنيف وجرح كرامتها والطعن بعرضها ويعاملها معاملة العبيد ويكون ذلك سلوك دائم منه فتنصحه وتعظه وتحاول استصلاحه وتستعين بأهل الفضل فإن صلح فالحمد لله وإن لم يصلح طلبت الطلاق منه وتخلصت من شره.
4. أن يترك القيام بحقوقها الواجبة كأن يكون بخيلاً مقتراً عليها في النفقة أو يمنعها النفقة بالكلية لإعسار أو غيره أو يكون تاركاً لوطئها بالكلية مما يلحق الضرر بها ويعرضها للفساد أو لا يهيئ لها سكناً صالحاً لمثلها عرفاً. أو يهجرها ويترك المبيت عندها لغير سبب موجب فتطالبه بحقوقها وتخوفه الله فإن لم يؤتها حقوقها أو لم يصالحها جاز لها طلب الطلاق لفوات حقوقها.

أما ما سوى ذلك من الأحوال والهفوات التي تقع غالباً بين الزوجين في الحياة اليومية من خصومة ونوع غم وكدر واختلاف في الرأي وجفاء في علاقة الأهل أو نقص في المودة والمحبة فلا يحل للمرأة أن تطلب الطلاق من زوجها لأن البيوت غالباً قائمة على المروءة وحسن العشرة لا المحبة كما حكاه الشافعي ولأن الحياة الزوجية لا تسلم غالباً من المنغصات والمكدرات حتى في بيت النبوة والصحابة.
ولذلك ورد النهي الأكيد والوعيد الشديد في طلب المرأة الطلاق من غير سبب مقنع وعذر مرضي قال رسول الله صلى الله عليه وسلم: (أيما امرأة سألت زوجها طلاقاً من غير بأس فحرام عليها رائحة الجنة). رواه أبو داود والترمذي وابن ماجه. فالواجب على المرأة أن تخش الله وتقف عند حدوده في طلب الطلاق حتى لا تدخل في هذا الوعيد وتعرض نفسها لسخط الله.
ولا يحل للمرأة أيضا طلب الطلاق من زوجها إذا تزوج عليها امرأة أخرى لأن هذا حقا مشروعاً للزوج ولا يعد ذلك ضرراً في الشرع إلا إذا اشترطت بأن لا يتزوج عليها في صلب العقد أو حصل لها ضرر ظاهر من جراء ذلك في دينها أو دنياها كما سبق بيانه.
والكلام هنا عن الجواز هذا في بيان الحكم أما تنفيذ المرأة لذلك واختياره يرجع إلى الموازنة بين المصالح والمفاسد المترتبة على ذلك من مراعاة لحال المرأة بعد الطلاق وأحوال الأولاد ووضعها الاجتماعي والبيئي.
والمرأة العاقلة لا تقدم على اتخاذ هذا القرار إلا بعد استخارة واستشارة لأهل الفضل والعلم وروية وتأمل وبعد نظر في العواقب خاصة إذا كان لها أولاد صغار فلا ينبغي لها أن تقدم على ذلك إلا حالة الضرورة القصوى حفاظا على ذريتها خشية تعريضهم للضياع والانحراف الاجتماعي والسلوكي والديني كما هو مشاهد في كثير من الحالات.
ومما يؤسف له أن المتأمل في كثير من دعاوى وشكاوى الرجال والنساء يجد المبالغة وعدم مطابقة الواقع وطلب المثالية والكمال في الحياة الزوجية وهذا مطلب عسير صعب تحققه.
أما بالنسبة لأهل الزوج فيمكن إيجاد حلول مناسبة لهذه المشكة فإن كان التقصير من قبلهم والجفاء حاصل منهم وقد بذلت المرأة الأسباب وحسن العشرة فلتحاول نصيحتهم ومصارحتهم فإن استقاموا فالحمد لله وإلا لم يلزمها صلتهم شرعاً إلا من باب الإحسان فلا تزورهم إلا يسيراً في المناسبات العامة ولتقم بالواجب عرفاً لتدرء عن نفسها كلام السفهاء.
والحاصل إن كان ينطبق عليك إحدى هذه الحالات الأربع وما كان من جنسها مما يتحقق فيه الضرر وتشتد الأحوال عليك جاز لك طلب الطلاق وإن لم ينطبق عليك تِلْكم الحالات لم يحل لك طلب الطلاق وعليك بالصبر والدعاء وحسن العشرة لعل الله يغير الأمور من حال إلى حال.

### حقوق المرأة المطلقة الحاضنة
1. التمكين من مسكن الزوجية أو أجر مسكن للحضانة.
2. أجر للمطلقة الحاضنة مقابل حضانتها للصغار.
3. أجر رضاعة.
4. نفقة للصغار.
5. مصروفات علاج للصغار.
6. مصروفات تعليم للصغار.
7. مصروفات ملابس للصغار «صيف وشتاء».[12]

## الإجبار على الطلاق
إن أُجبر الزوج على تطليق زوجته فإن أكثر فقهاء المسلمين يرون أنّ هذا الطلاق باطل، والزواج مستمر، وذلك لقول الرسول محمد «إن الله تجاوز لي عن أمتي الخطأ والنسيان وما استكرهوا عليه»، ومعنى الإكراه هو أن يتلقى الزوج تهديداً بالضرر في نفسه أو ماله.

## الطلاق عندالشيعة الاثني عشرية

### أقسام الطلاق
إنَّ للطلاق عدة أقسام عند الشيعة، وهي:
- القسم الأول: أقسام الطلاق بلحاظ الحكم التكليفي

قال الشيخ الطوسي (ت 460 هـ):«والطلاق على أربعة أضرب: واجب، ومحظور، ومندوب، ومكروه، فالواجب طلاق المولى بعد التربص لأن عليه أن يفي‌ء، أو يطلّق أيهما فعل فهو واجب وإن امتنع منهما حبسه الإمام وعند بعضهم طلّق عنه، والمحظور طلاق الحائض بعد الدخول، أو في طهر قربها فيه قبل أن يظهر بها حمل بلا خلاف وإنما الخلاف في وقوعه، وأما المكروه فهو إذا كانت الحال بينهما عامرة وكل واحد منهما قيّم بحق صاحبه، وأما المندوب فإذا كانت الحال بينهما فاسدة بالشقاق وتعذر الإنفاق وكل واحد منهما يعجز عن القيام بما يجب عليه، فالمستحب الفرقة فهذه أقسام الطلاق.»
- القسم الثاني: أقسام الطلاق بلحاظ الحكم الوضعي

ويقسم الطلاق هنا إلى قسمين، وهما:
1. الطلاق البدعي: وهو الباطل، فيدخل فيه المطلّقة ثلاثا باعتبار بطلان الثلاث، ويشمل ما كان صحيحا عند أهل السنة كطلاق الحائض وشبهه وإن كان حراما عندهم، وما كان صحيحاً غير حرام كطلاق الكناية، وما كان غير صحيح وحرام كفاقد الشرط عندهم.[16][17][18]
2. الطلاق السني: ويُطلق الطلاق السني المنسوب إلى السنة على كل طلاق جائز شرعا، والمراد به الجائز بالمعنى الأعم، وهو ما قابل الحرام، ويُقال له: طلاق السنة بالمعنى الأعم، ويقابله البدعي.[19][20]

أقسام الطلاق السني
يُقسم الطلاق السني إلى:
- الطلاق البائن: وهو كل طلاق لا يكون للزوج الرجوع فيه إلا بعقد جديد ومهر جديد، أو بعد أن تنكِح زوجاً غيره.[21]

والطلاق البائن على ستة أنواع:
ذكرهم صاحب الجواهر (ت 1266هـ) أنهم: طلاق غير المدخول بها، وطلاق اليائسة، وطلاق الصغيرة، وطلاق المختلعة، وطلاق المبارأة، وطلاق المطلّقة ثلاثا بينهما رجعتان.
- الطلاق الرجعي: وهو كل طلاق يكون له الرجوع بغير تجديد عقد، وقد عرّفه صاحب المسالك (ت 996هـ) بقوله: ما كان قابلا للرجوع فيه شرعا وإن لم يحصل الرجوع، وذلك ما عدا الأقسام الستة، ومنه طلاق المختلعة بعد رجوعها في البذل فيكون طلاقها تارة من أقسام البائن، وتارة من أقسام الرجعي.[23]

والطلاق الرجعي ينقسم إلى قسمين:
1. الطلاق العدي: ما يرجع فيه الزوج، ويواقع، ثمّ يُطلّق فهذه تحرم في التاسعة تحريما مؤبدا وما عداه تحرم في كل ثالثة حتى تنكح غيره.[24]
2. الطلاق غير العدي: وهو أن يترك العدة تنتهي فيعقد على الزوجة من جديد باختيارها، وهو طلاق السنة، أو الطلاق السني.[25]

### أركان الطلاق عند الشيعة
إنَّ للطلاق أركانا لابدَّ من توفرها لوقوع الطلاق، وهي:
المطلّق
وهو الرجل في عملية الطلاق ولكي يتحقق الطلاق لابدَّ من تحقق عدة شروط في المطلّق، وهي:
- البلوغ.
- العقل.
- الاختيار: ويقابله الإكراه وهو حمل الغير على إيجاد ما يكره إيجاده مع التوعيد على تركه بإيقاع ما يضر بحاله نفسا، أو عرضا، أو مالا.[26][27]

وقد عرَّف ابن المطهر الحلي (ت 726 هـ) (المكره) بقوله:«وهو: من توعّده القادر المظنون فعل ما توعّده به لو لم يفعل مطلوبه بما يتضرّر به في نفسه، أو من يجري مجرى نفسه: كالأب، والولد، وشبههما من جرح، أو شتم، أو ضرب، أو أخذ مال وإن قلّ، أو غير ذلك، ويختلف بحسب اختلاف المكرهين في احتمال الإهانة، وعدمها.»
- القصد: ومعناه إرادة المطلق للطلاق إرادة جدية، فلو لم ينو الطلاق لم يقع وان نطق به، ولا اعتبار بعبارة الساهي الذي هو الغافل والنائم الذي رفع عنه القلم، والغالط الذي لم يقصد اللفظ ولا المعنى، أو غير ذلك من صور التلفظ مع عدم القصد فانه لا يقع الطلاق في كل تلك الصور.[29]

المطلّقة
لقد ذكر فقهاء الشيعة  للمطلّقة شروط خمسة لابدَّ من توفرها في المرأة لكي يصح طلاقها وإلا لم يصح طلاقها، وهي:
- تعيين المطلّقة.[30]
- ان تكون المطلقة زوجة، فلو طلق الموطوءة بالملك لم يكن له حكم
- ان يكون العقد دائما.
- ان تكون المطلّقة طاهرة من الحيض والنفاس.
- ان تكون المطلّقة مستبرأة: بمعنى أن يقع الطلاق في وقت خلو رحم المطلّقة من شبهة الحمل، وذلك في طهر لم يواقعها فيه، إذ ان الطهر الذي يواقعها فيه يُحتمل تعلّق الولد في الرحم، وقد صرّح الفقهاء بهذا الشرط.[31]

استثناء من الشرط الرابع (خمسة يطلقن على كل حال)
لقد استثنى الشيعة من شرط الاستبراء خمسة موارد حيث يصح فيهن طلاق المرأة، ويسقط اعتبار الشرط:
1. المرأة اليائسة التي بلغت الستين في القرشية، والخمسين في غيرها.
2. الصغيرة التي لم تبلغ المحيض.
3. المرأة الحامل المستبينة للحمل.
4. المرأة التي لم يدخل بها زوجها.
5. المرأة التي غاب عنها زوجها.[32]

صيغة الطلاق
إنَّ الصيغة ركن من أركان الطلاق والتلفظ مع القدرة شرط لابدَّ منه وهي ان يقول المطلّق لزوجته: «أنت طالق، أو فلانة، أو هذه وما شاكلها من الألفاظ الدالة على تعيين المطلّقة»
الشروط المعتبرة في الصيغة
اشترط فقهاء الشيعة في الصيغة المعتبرة لإيقاع الطلاق شروط أساسية، وهي:
- الشرط الأول: الصراحة في صيغة الطلاق.[34]
- الشرط الثاني: اشتراط الطلاق باللغة العربية للقادر على التلفظ بها.[35]
- اعتبار التنجيز في صيغة الطلاق[36][37]

الإشهاد
وهو من الأركان الأساسية في الطلاق عند الشيعة، وهو بمعنى إيقاع الطلاق بحضور شاهدين عدلين ذكرين يسمعان إنشاء الصيغة الشرعية سواء قال لهما: إشهدا أم لا مع اعتبار اجتماعهما حين سماع الإنشاء، والا وقع طلاقه باطلا ، وهو الذي يراه أهل السنة مستحب وليس واجب
ويرى الشيعة أن حكمة ذلك هو تقليل الطلاق[بحاجة لمصدر]

## وصلات خارجية
- سرد لأسماء وأقوال العلماء المعاصرين الذين جعلوا الاشهاد شرطا لوقوع الطلاق
- الطلاق في الإسلام وفق منظور المذاهب الأربعة
- أحكام الطلاق وفقا لصحيح الشرع - الجزء الأول -
- أحكام الطلاق وفقا لصحيح الشرع - الجزء الثاني -